# 畠山秋高
畠山 秋高（はたけやま あきたか）は、戦国時代から安土桃山時代にかけての武将、大名。河内国半国及び紀伊国守護。「昭高」として知られているが、確認できる自署は「秋高」のみである。初名は、政頼（まさより）。

## 生涯
天文14年（1545年）、畠山尾州家の惣領名代・畠山政国の子として生まれる。
永禄3年（1560年）、兄・高政が当主を務める畠山氏は、三好長慶との戦いで居城の高屋城を奪われ、永禄5年（1562年）に一時取り戻すも、再び敗れて、河内から紀伊に没落していた。
永禄8年（1565年）、室町幕府の第13代将軍・足利義輝が三好三人衆らに永禄の変で殺されると、当時政頼と名乗っていた秋高は兄・高政から家督を譲られた。秋高は義輝の弟の一乗院覚慶を支持し、足利義秋と名乗った覚慶から偏諱を受け、政頼から秋高に名を改めた。覚慶は永禄9年（1566年）2月17日に還俗して足利義秋と名乗り、永禄11年（1568年）4月15日に元服して義昭に改名しているため、この間のこととみられる。また、左衛門督の官途名もこの頃義秋から賜ったと考えられる。
永禄11年（1568年）、足利義昭が織田信長と共に上洛してくると、秋高は河内半国を安堵され、高屋城に復帰した。この時正式に家督を認められ、河内半国と紀伊の守護に補任されたものとみられる。河内の残る半国は三好義継に安堵された。
元亀2年（1571年）5月、秋高や義昭直臣の和田惟政と結んで敵対したとして、松永久通が安見右近を自害させ、右近の居城の交野城を攻めた。これに呼応した三好義継・三好三人衆により、秋高の守る高屋城も攻められた。
元亀3年（1572年）閏1月4日、河内守護代の遊佐信教が秋高を殺害しようとしたとの噂が流れた（『多聞院日記』）。
元亀4年（1573年）、足利義昭と信長の対立が激化すると、同年4月時点で秋高・信教共に義昭方に付いており（『顕如上人御書札案留』）、秋高の内衆の多くも義昭派だった。しかし、秋高は信長の威勢に怯み信長派に鞍替えしたともみられ、同年6月25日、信教により殺害された。
天正3年（1575年）の高屋城の戦いの後、河内は信長に下った三好康長や若江三人衆に統治され、畠山氏の旧臣の多くも信長に仕えた。畠山氏の家督は兄・畠山政尚の子の畠山貞政に継承され、紀伊国有田郡において命脈を保ち、江戸時代にも高家として存続した。